# Régina
Régina är en kommun i det franska utomeuropeiska departementet Franska Guyana i Sydamerika. År 2022 hade Régina 1 657 invånare.

## Befolkningsutveckling
| Befolkningsutvecklingen i Régina 1990–2021 | Befolkningsutvecklingen i Régina 1990–2021 | Befolkningsutvecklingen i Régina 1990–2021 | Befolkningsutvecklingen i Régina 1990–2021 | Befolkningsutvecklingen i Régina 1990–2021 |
| ------------------------------------------ | ------------------------------------------ | ------------------------------------------ | ------------------------------------------ | ------------------------------------------ |
|                                            |                                            |                                            |                                            |                                            |
| År                                         |                                            |                                            | Folkmängd                                  |                                            |
| 1990                                       | 1990                                       |                                            | 528                                        |                                            |
| 1999                                       | 1999                                       |                                            | 765                                        |                                            |
| 2007                                       | 2007                                       |                                            | 826                                        |                                            |
| 2015                                       | 2015                                       |                                            | 946                                        |                                            |
| 2021                                       | 2021                                       |                                            | 1 655                                      |                                            |